# Joe Matt
Joe Matt (* 3. September 1963 in Philadelphia, Pennsylvania; † 18. September 2023) war ein US-amerikanischer Cartoonist.

## Leben
Matt studierte am Philadelphia College of Art, arbeitete in einer Besenfabrik, als Kolorist für andere Comics und ab 1987 als freier Comicautor. Am bekanntesten wurde Matt mit seinen autobiographischen Peepshow-Comics, in denen er das Sozial-, Religions- und Sexualverhalten der modernen Gesellschaft untersucht. Matt war mit den Comiczeichnern Seth und Chester Brown befreundet, die auch in seinen Arbeiten eine Rolle spielen, die (in englischer Sprache) bei Drawn and Quarterly erscheinen. Peepshow wurde viermal für die Harvey Awards nominiert. Von 1988 bis 2002 lebte Matt illegal in Kanada, später in Los Angeles.
Joe Matt starb am 18. September 2023 mit 60 Jahren an einem Herzinfarkt, während er an seinem Zeichentisch arbeitete.

## Veröffentlichungen in deutscher Sprache
- Peepshow. Edition 52, Wuppertal 2007, ISBN 978-3935229531.